# Ruch Porozumienia Narodowego
Ruch Porozumienia Narodowego – narodowo-katolicka organizacja opozycyjna, utworzona jesienią 1980 r. przez Edwarda Fronia (wcześniej członka Komitetu Samoobrony Polskiej) i Edwarda Staniewskiego. RPN wydawał pismo „Przedmurze” (36 numerów w 1981 r.). Ruch reprezentował stanowisko skrajnie antysemickie. Po wprowadzeniu stanu wojennego Ruch Porozumienia Narodowego wyraził zadowolenie z powodu zablokowania przez wojsko „działalności szowinistów żydowskich w Solidarności”.